# Madhuca boerlageana
Espèce
Statut de conservation UICN

CRA1cd, C2ab, D : 
En danger critique
Classification phylogénétique

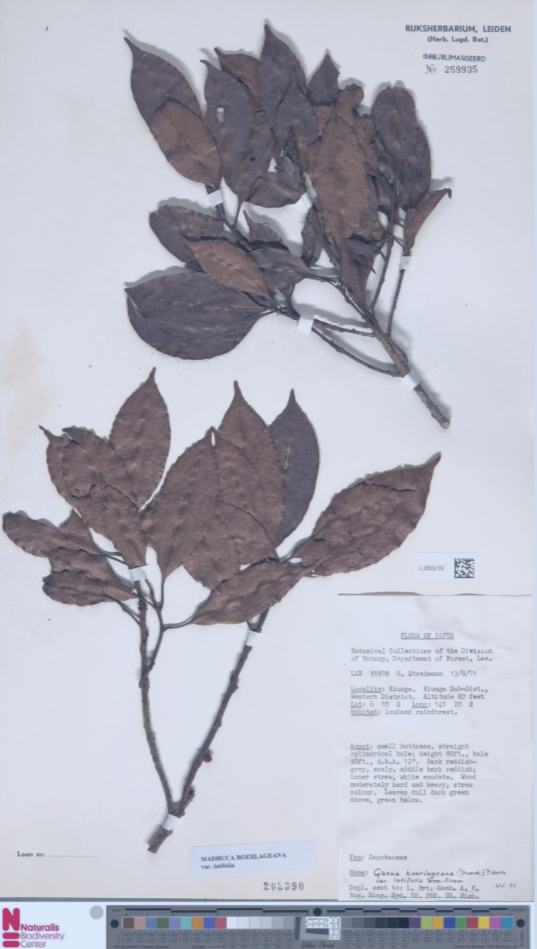
Madguca boerlageana

Madhuca boerlageana est une espèce de plantes à fleurs de la famille des Sapotaceae. C'est un arbre originaire de Nouvelle-Guinée et des Moluques.

## Répartition
Moluques, Irian Jaya, Sandaun.

## Conservation
Les sites de Papouasie-Nouvelle-Guinée auraient été détruits par la déforestation.